# Enfermería en Nueva Zelanda

## Historia

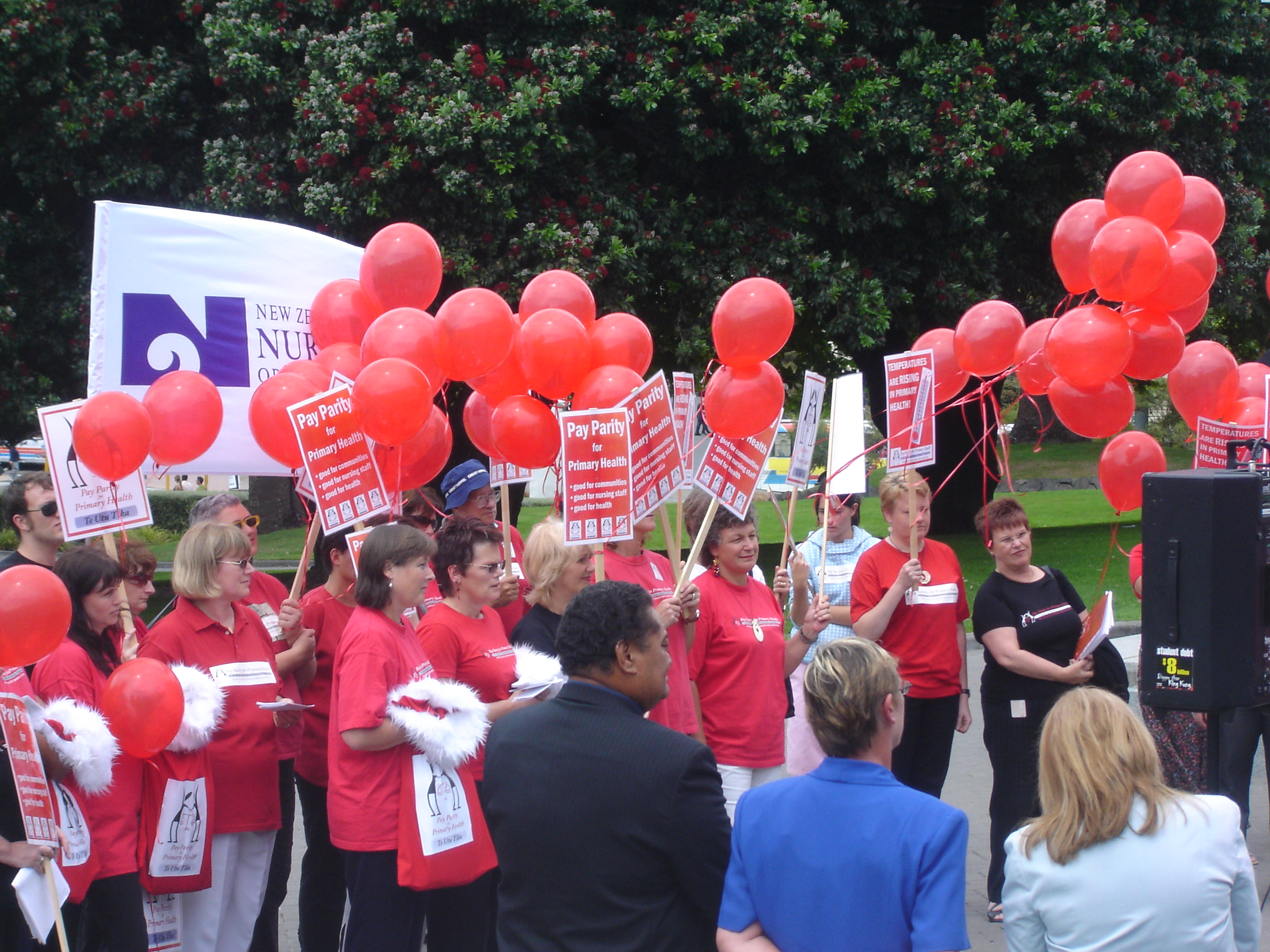
Miembros de la Organización de Enfermeros de Nueva Zelanda en los escalones del parlamento solicitando el pago paritario para el sector de atención primaria.

Nueva Zelanda tuvo su educación enfermera en origen como parte del sistema hospitalario, pero, a comienzos de los 1900s, los programas de post-formación y posgrado para enfermeros hicieron acto de presencia. Las reformas de los setenta desestabilizaron el sistema de escuelas basada  en hospitales y trasladadas al sector educativo terciario, llamadas politécnicas y universidades. Dentro del sistema hospitalario se crearon una serie debtítulos y niveles, que a menudo están más enfocados a la especialidad clínica en lugar de al conocimiento enfermero genérico.

## Educación
A día de hoy en Nueva Zelanda todos las enfermeros tienen título universitario a través de un programa de tres años de formación con dos semestres por año, con una mezcla aproximada de 50/50 de teoría y prácticas. Todos los estudiantes a día de hoy se gradúan como enfermeros registrados. La legislación actual mantiene el número de escuelas en cifras no mayores a veintiuna, aunque algunas escuelas dan clases en más de una ubicación geográfica. Recientemente se ha intentado reintroducir el título de enfermero enrolado lo que propició varios enfrentamientos entre el gobierno, el cuerpo de enfermería y los procuradores de salud.

## Regulación legal
Todos los enfermeros en Nueva Zelanda deben mantener tanto sus conocimientos profesionales como su competencia clínica para poder recibir un certificado anual de práctica del Colegio de enfermería de Nueva Zelanda (NCNZ). La legislación actual (el Acta de Aseguramiento de la Competencia de los profesionales de salud de 2004) fija los mínimos necesarios tanto para el campo de la práctica y los requerimientos y los requisitos en términos de desenvoltura.
Del mismo modo el NCNZ causó una pequeña controversia cuando comenzó a hacer entrega del título de enfermero practicante, impidiendo así la práctica de enfermería a gente con el título. Como enfermero practicante, el enfermero debía acudír a un curso de estudios aprobado y presentar un documento de evidencia al NCNZ para su aprobación. Hay actualmente unos veinte enfermeros practicantes en Nueva Zelanda con un pequeño número de derechos de prescripción garantizados.

## Emigración
Nueva Zelanda ha proporcionado históricamente muchos enfermeros al mercado global; los salarios en los países transoceánicos (principalmente Australia, EE. UU., Reino Unido y Oriente Medio) se han demostrado como atractivos para los enfermeros de Nueva Zelanda. Esto ha supuesto una caída del número de enfermeros educados en Nueva Zelanda y ejerciendo en este país; recientemente el flujo migratorio se ha visto reducido por un suplemento otorgado por los hospitales a sus enfermeros. Esto también ha propiciado la inmigración desde el Reino Unido, India, Sudáfrica y Filipinas a Nueva Zelanda.